# 武田信宗
武田信宗（日语：／ Takeda Nobumune，1269年8月29日—1330年12月19日）是日本鎌倉時代後期至末期武將，武田氏第9代家督。第8代家督武田時綱之子，母親為名越朝時之女。

## 生平
文永6年（1269年）8月1日，武田信宗於甲府館內出生。建治3年（1277年）11月11日，鎌倉幕府當時的執權北條時宗作為烏帽子親為武田信宗元服，信宗的偏諱｢宗｣字是身為得宗的北條時宗賜予的偏諱。鎌倉幕府的御家人，受北條氏信任而重用。
武田信宗成為安藝守護，並築成安藝銀山城。但是，尚不清楚他本人曾否親自去過安藝。
元應2年（1320年）12月11日，武田信宗出家、法號為光阿 ，又名向阿。元德2年（1330年）11月9日逝世，家督之位由兒子武田信武繼承。 
「甲斐信濃源氏綱要」記載武田信宗是｢勅集作者｣，嗜文筆倭歌。